# Кехинде, Тосин
Тосин Кехинде (англ. Tosin Kehinde; род. 18 июня 1998, Лагос, Лагос) — нигерийский футболист, полузащитник клуба «Ференцварош».

## Клубная карьера
Кехинде — воспитанник футбольных академий клубов «Манчестер Юнайтед» и «Фейренсе». В 2019 году он был включён в заявку на сезон последних. В том же году Кехинде на правах аренды перешёл в датский «Раннерс». 9 августа в матче против «Оденсе» он дебютировал в датской Суперлиге. 5 июля 2020 года в поединке против «Хобро» Тосин забил свой первый гол за «Раннерс». По окончании аренды клуб выкупил трансфер игрока. В 2021 году Тосин помог команде завоевать Кубок Дании. В 2023 году Кехинде подписал контракт с венгерским «Ференцварошом». 17 декабря в матче против «Залэгерсега» он дебютировал в чемпионате Венгрии. 

## Достижения
Командные
«Раннерс»
- Обладатель Кубка Дании: 2020/21